# Microserica kolambugana
Microserica kolambugana är en skalbaggsart som beskrevs av Moser 1922. Microserica kolambugana ingår i släktet Microserica och familjen Melolonthidae. Inga underarter finns listade i Catalogue of Life.